# Citlalli 1979-80

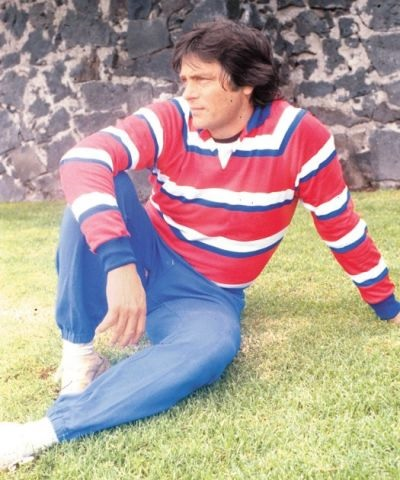
Miguel Marín, ganador del premio al mejor jugador en la temporada 1979-80.

El Citlalli 1979-80 fue la vi edición de la ceremonia de premios a lo más destacado del fútbol mexicano, correspondiente a la temporada 1979-80, organizada por la Federación Mexicana de Fútbol Asociación.
Miguel Marín obtuvo su tercer premio como guardameta del año, siendo nombrado a su vez como el futbolista del año en México, con lo que se convirtió en el primer jugador argentino en adjudicarse el máximo galardón, y también el primer portero y elemento de Cruz Azul en alcanzarlo. De esta manera, de acuerdo a la opinión generalizada, se afianzó como el mejor cancerbero en la historia del fútbol mexicano, tras conquistar un bicampeonato y un tricampeonato liguero durante los años setenta con el club celeste.
Con el título obtenido ante los Tigres de la UANL, el Cruz Azul acaparó los reflectores de la ceremonia y terminó llevándose 8 de los 15 galardones entregados. Los jugadores más laureados fueron el propio Marín y Cabinho, quien fue nombrado el delantero del año y se llevó su quinto título de goleo, luego de finalizar la temporada con 30 anotaciones.

## Resumen de premios
| Premio                  | Ganador                 | Equipo                  |
| ----------------------- | ----------------------- | ----------------------- |
| Futbolista del año      | Miguel Marín            | Cruz Azul               |
| Portero del año         | Miguel Marín            | Cruz Azul               |
| Lateral del año         | Ignacio Flores          | Cruz Azul               |
| Defensa del año         | Miguel Ángel Cornero    | Cruz Azul               |
| Medio defensivo del año | Carlos Jara Saguier     | Cruz Azul               |
| Medio ofensivo del año  | Mario Hernández         | Zacatepec               |
| Extremo del año         | Gerónimo Barbadillo     | Tigres UANL             |
| Delantero del año       | Cabinho                 | Atlante                 |
| Novato del año          | Javier Ledesma          | Guadalajara             |
| Entrenador del año      | Ignacio Trelles         | Cruz Azul               |
| Comportamiento          | Adrián Camacho          | Cruz Azul               |
| Preparador físico       | Ruben Maturano          | Cruz Azul               |
| Campeón de goleo        | Cabinho                 | Atlante                 |
| Líder general           | América                 | América                 |
| Árbitro del año         | Enrique Mendoza Guillén | Enrique Mendoza Guillén |

## Equipo ideal
El equipo ideal del torneo fue elegido tomando como base los jugadores y entrenador premiados, así como otros elementos destacados a lo largo de la temporada regular a partir de los registros estadísticos.
| Portero      | Defensores                                                            | Mediocampistas                                | Delanteros                                  | Entrenador      |
| ------------ | --------------------------------------------------------------------- | --------------------------------------------- | ------------------------------------------- | --------------- |
| Miguel Marín | Arturo Vázquez Osvaldo Batocletti Miguel Ángel Cornero Ignacio Flores | Tomás Boy Carlos Jara Saguier Mario Hernández | Gerónimo Barbadillo Cabinho Rodolfo Montoya | Ignacio Trelles |